# Allence (Villazón)
Allence es una aldea española de la parroquia de Villazón, perteneciente al municipio de Salas, en la comunidad autónoma de Asturias.

## Historia
Hacia mediados del siglo XIX, el lugar ya era referido como perteneciente a la parroquia de Villazón del municipio de Salas. En 2024, la entidad singular de población de Allence tenía empadronados 37 habitantes, todos ellos en diseminado.